# San Isidro (Isabela)
San Isidro é um município de  quinta classe de renda municipal (d) na província Isabela, nas Filipinas. De acordo com o censo de 1 de maio  de  2020 possui uma população de 27 044 pessoas e 6 774 domicílios.